# Achim Preiß
Achim Preiß (* 24. März 1956 in Köln) ist ein deutscher Hochschullehrer, Kunsthistoriker, Kurator und Maler. Bis 2016 lehrte er als Professor für Architekturgeschichte an der Fakultät für Gestaltung der Bauhaus-Universität Weimar.

## Leben
Achim Preiß ist Sohn des Architekten Georg Preiß und seiner Ehefrau Erika, geb. Jansen. Nach der Volksschule besuchte er ab 1966 das Städtische Friedrich-Wilhelm-Gymnasium, wo er 1975 die Reifeprüfung ablegte. Anschließend studierte er Kunstgeschichte mit den Nebenfächern Politologie und Städtebau an der Friedrich-Wilhelms-Universität Bonn bei den Professoren Tilmann Buddensieg, Justus Müller-Hofstede, Leopold Ettlinger, Werner Oechslin, Eduard Trier, Werner Busch und Hugo Borger. 1984 promovierte Achim Preiß bei Hugo Borger über die Baugeschichte der mittelalterlichen Kirche St.Chrysantus und Daria zu Bad Münstereifel.
1985 war Achim Preiß Hochschulassistent am kunsthistorischen Seminar der Bergischen Universität Wuppertal bei Donat de Chapeaurouge. 1991 erfolgte die Habilitation für Mittlere und Neuere Kunstgeschichte und 1992 übernahm er ebendort die Vertretung des kunsthistorischen Lehrstuhls.
1987 war Achim Preiß Herausgeber einer Kunstbuchreihe beim Verlag Klinkhardt & Biermann in München, die er mit Unterstützung seiner Frau unter dem Namen „ZeitZeugeKunst“ edierte. 1992 gründete er gemeinsam mit seiner Frau Bettina Preiß einen Verlag in Kombination mit einer Datenbank geisteswissenschaftlicher Forschungsergebnisse, der sich heute unter dem Namen VDG Verlag in Weimar befindet.
Im Jahr 1992 erhielt er einen Ruf an die Bauhaus-Universität Weimar, der mit dem Auftrag verbunden war, im Rahmen der neugegründeten Fakultät Gestaltung den Lehrstuhl für Architekturgeschichte einzurichten. Ab 1996 entwickelte sich eine intensive Zusammenarbeit mit den Kunstsammlungen zu Weimar, woraus die Organisation der dreiteiligen Ausstellung „Aufstieg und Fall der Moderne“ im Jahre 1999 resultierte. Unterschiedliche Auffassungen zwischen Künstlern wie beispielsweise Neo Rauch und Kuratoren führten zum Weimarer Bilderstreit.
2005 erwarb und revitalisierte Achim Preiß eine historische Windmühle in Oberreißen. Hier entwickelte sich ein freier Ausbildungs- und Atelierbetrieb, der schließlich die Ausstellungsserie „Bazonnale“ (gemeinsam mit Bazon Brock) und das Krohne-Institut für experimentelle Kulturwirtschaft hervorbrachte. Letzteres hat seinen Sitz im Kirms-Krackow-Haus in Weimar.
Zusammen mit Bettina Preiß und Sybille Möller gründete Achim Preiß 2012 das Kunstquartier Kulturfabrik Apolda, ein „Ausgezeichneter Ort 2014“ der Initiative Deutschland - Land der Ideen.
Achim Preiß ist verheiratet mit Bettina Preiß, geborene Schneider. Das Ehepaar hat zwei Söhne.

## Forschungsschwerpunkte und Lehre
Die Unterrichtschwerpunkte waren von Beginn an Architekturgeschichte vom Mittelalter bis zur Neuzeit (Romanische und gotische Sakralarchitektur, Römischer Barock, französischer Kirchenbau des 17. und 18. Jahrhunderts, englische Stadtplanung des 17. bis 19. Jahrhunderts, Museumsarchitektur des 19. und 20. Jahrhunderts, Kunst, Architektur und Design des 20. Jahrhunderts, sowie Geschichte der Medien). Ab 1992 kam die Geschichte der Moderne und Kunstgeschichte der DDR hinzu. Zehn Jahre später erfolgte die Ausweitung des architekturgeschichtlichen Lehrgebiets auf Zukunftsforschung. Dabei wird die Kunst- und Architekturgeschichte der beginnenden Neuzeit hinsichtlich ihrer strategischen Aktualität untersucht. Von 2007 an wurde die Lehre um die Anwendung der kulturellen Entwicklungstheorien auf die gestalterische und künstlerische Praxis erweitert.

## Kuratorisches Wirken (Auswahl)
Im Jahr 1985 oblag ihm die Organisation und Durchführung der Ausstellung „Schloß Augustusburg – Gründungshof – Burg – Schloß“ anlässlich der 700-Jahr-Feier der Stadt Brühl in der Orangerie des Schlosses Augustusburg. Vier Jahre später war er Berater für eine Kultursendung des WDR zur Museumsgeschichte und fertigte einen Entwurf einer Kultursendereihe für eine private Filmgesellschaft in Bonn. Ebenfalls 1989 zeichnete er für die Ausstellung zur mittelalterlichen Stadtgeschichte Münstereifels anlässlich der Wiedereröffnung der restaurierten Kirche St.Chrysantus und Daria verantwortlich.
Ebenfalls 1989 organisierte er einen internationalen wissenschaftlichen Kongress in der deutsch-italienischen Kulturstiftung „Villa Vigoni“ in Menaggio/Como zum Thema „Giuseppe Terragni (1902-43) - Zum Kontext der rationalistischen Architektur in Italien“.
1999 kuratierte er in Weimar die Ausstellung „Aufstieg und Fall der Moderne“, die einen Skandal auslöste. Zahlreiche Künstler, unter ihnen Neo Rauch, Ralf Kerbach und Reinhard Stangl verlangten die Abhängung ihrer auf einer Folie zum „Fall der Moderne“ apostrophierten Bilder.
Mit dem Weimarer Künstler Heinzz Flottran war Preiß 2001 für die Organisation und Durchführung einer Kunstaktion auf dem Kyffhäuser-Denkmal anlässlich der Kyffhäuser-Kulturtage 2001 verantwortlich. Im selben Jahr erhielt er einen Beratungs- und Mitarbeitsauftrag für das von den Kunstsammlungen zu Weimar geführten DFG-Projekt „Erstellung eines Werkverzeichnisses von Henry van de Velde“.
Im Jahr 2007 gründete er die „Neue Weimarer Schule“ mit den Künstlerinnen Julia Langer und Jasmin Kleingärtner.
2010 begründete er die Ausstellungsserie „Bazonnale“ mit Bazon Brock, der Neuen Weimarer Schule, dem Portalkunstgeschichte, dem VDG-Verlag und dem Bonner Cremer-Institut. Die erste Bazonnale war dem Thema „Lust“ gewidmet, die Bazonnale 02 dem Thema „Afghanistan“. Letztere fand in der leerstehenden KET-Halle des ehemaligen Weimar-Werks statt. Die Durchführung einer „nicht kuratierten und damit nicht zensurierten Großausstellung“ wurde als Flohmarkt der Beliebigkeiten kritisiert. 2010 gründete Achim Preiß das Krohne-Instituts für experimentelle Kulturwirtschaft im Weimarer Kirms-Krackow-Haus. Neben Ausstellungen bildender Kunst und Buchpräsentationen werden im Rahmen so genannter Salons Gespräche zur Kunst- und Kulturtheorie abgehalten.

## Publikationen (Auswahl)
- Die Kirche St. Chrysantus und Daria zu Bad Münstereifel. Die Baugeschichte nach den Ergebnissen archäologischer Ausgrabungen. s. n., s. l. 1984, (Bonn, Universität, Dissertation, 1984).
- mit Bazon Brock: Kunst auf Befehl? Dreiunddreißig bis Fünfundvierzig (= Zeit Zeuge Kunst). Klinkhardt & Biermann, München 1990, ISBN 3-7814-0285-1.
- mit Stefan Germer: Giuseppe Terragni. 1904–1943. Moderne und Faschismus in Italien. Klinkhardt und Biermann, München 1991, ISBN 3-7814-0287-8.
- Das Museum und seine Architektur – Die Entwicklung in der ersten Hälfte des 20. Jahrhunderts – Zum Kontext der Museumsentwürfe und -bauten von Wilhelm Kreis. s. n., s. l. 1991 (Wuppertal, Universität, Habilitations-Schrift, 1991; gedruckt als: Das Museum und seine Architektur. Wilhelm Kreis und der Museumsbau in der ersten Hälfte des 20. Jahrhunderts. VDG – Verlag und Datenbank für Geisteswissenschaften, Alfter 1992 (erschienen 1993), ISBN 3-9803234-3-9).
- mit Holger Brülls und Klaus Gereon Beuckers: Kunstgeschichtliche Studien. Hugo Borger zum 70. Geburtstag. VDG – Verlag und Datenbank für Geisteswissenschaften, Weimar 1995, ISBN 3-929742-79-9.
- als Herausgeber mit Klaus-Jürgen Winkler: Weimarer Konzepte. Die Kunst und Bauhochschule 1860–1995. VDG – Verlag und Datenbank für Geisteswissenschaften, Weimar 1996, ISBN 3-929742-84-5.
- Abschied von der Kunst des 20. Jahrhunderts. VDG – Verlag und Datenbank für Geisteswissenschaften, Weimar 1999, ISBN 978-3-89739-082-9.
- Offiziell/Inoffiziell - Die Kunst der DDR, Aufsatz. In: Rolf Bothe, Thomas Föhl (Hrsg.): Aufstieg und Fall der Moderne. Ostfildern-Ruit 1999, S. 450–472.
- Das individualistische Manifest. Die Zukunft der europäischen Gesellschaften. VDG – Verlag und Datenbank für Geisteswissenschaften, Weimar 2007, ISBN 978-3-89739-546-6 (2., verbesserte Auflage: Das individualistische Manifest. Unsere Zukunft ist das Mittelalter. ebenda 2008, ISBN 978-3-89739-586-2).